# Zvenella transversa
Zvenella transversa är en insektsart som beskrevs av Sigfrid Ingrisch 1997. Zvenella transversa ingår i släktet Zvenella och familjen syrsor. Inga underarter finns listade i Catalogue of Life.